# Ellipteroides slossonae
Ellipteroides slossonae là một loài ruồi trong họ Limoniidae. Chúng phân bố ở miền Tân bắc và Neotropic.